# Зангерхаузен

Город Зангерхаузен на карте района Мансфельд-Зюдгарц. На арезке расположение района на карте федеральной земли Саксония-Анхальт

Зангерхаузен (нем. Sangerhausen) — город в Германии, центр района Мансфельд-Зюдгарц, расположен в земле Саксония-Анхальт. 
Входит в состав района Зангерхаузен.  Население составляет 29 679 человек (на 31 декабря 2010 года). Занимает площадь 161,54 км². Официальный код  —  15 2 66 041.
Город подразделяется на 16 городских районов.
Зангерхаузен известен Европейским розарием.

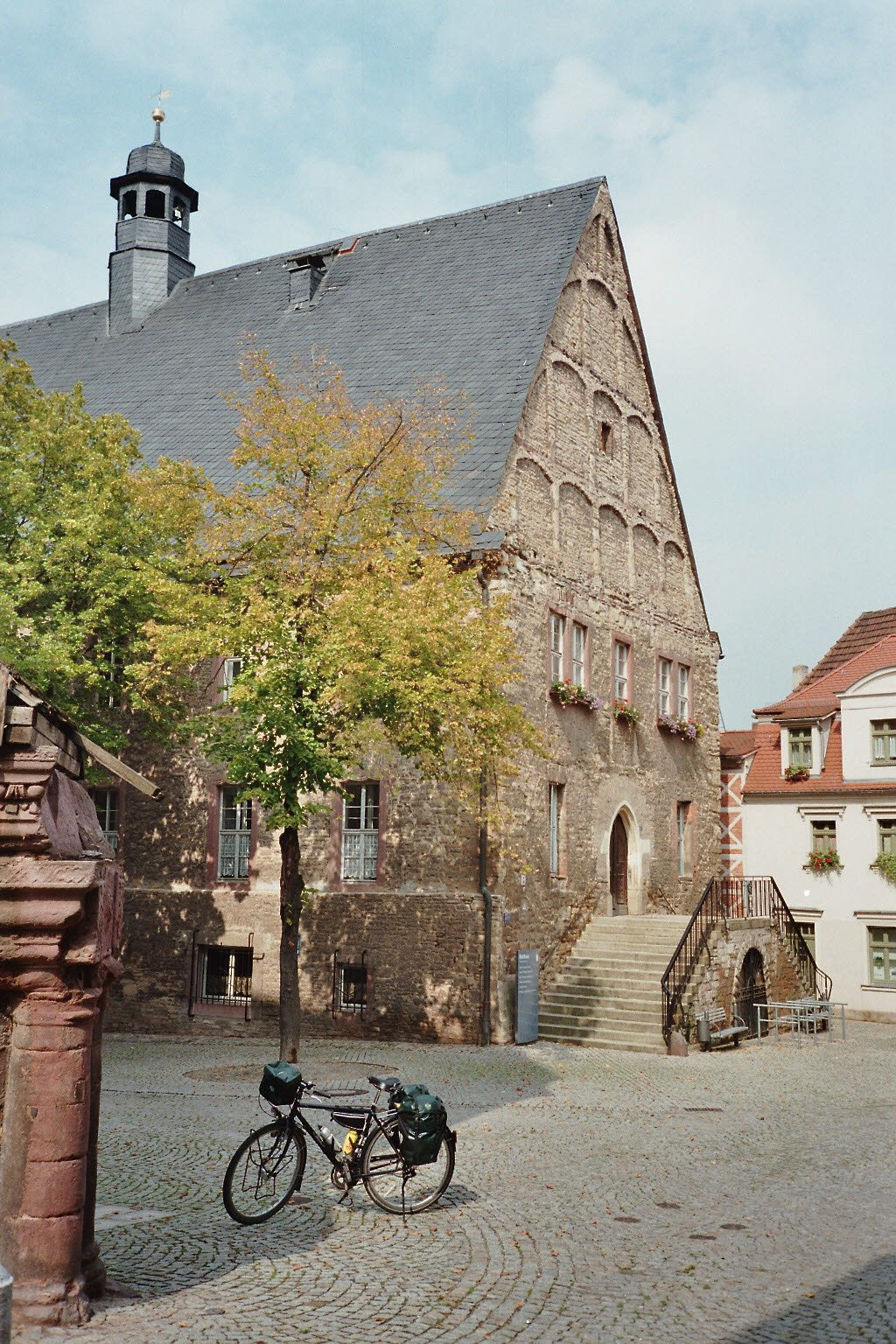
Ратуша

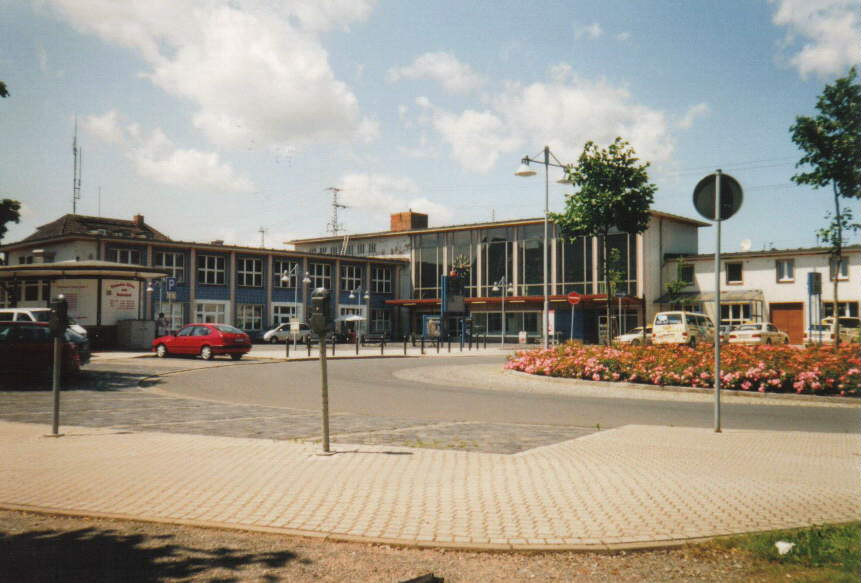
Вокзал

## Города-побратимы
- Баунаталь, Германия
- Забже, Польша (1983)[2]
- Трнава, Словакия